# Залучені кошти
Залучені кошти — кошти, прямо або опосередковано отримані на зворотній основі від фізичних осіб та/або юридичних осіб, отримані залишки фінансових активів, які виникли в результаті здійснення звичайної господарської діяльності в інтересах цих осіб. До залучених коштів не належать кошти, отримані у вигляді внесків до капіталу кредитної установи, у тому числі субординований капітал, отримані від кредитних установ за кредитними договорами, а також кошти, отримані з місцевих та державних бюджетів фінансовими установами — юридичними особами публічного права.